# 线粒体拟核
线粒体拟核（英語：mitochondrial nucleoid）是一种存在于线粒体内类似原核细胞的拟核的结构，是由线粒体DNA（mtDNA）和多种蛋白质组成的核蛋白复合物。线粒体拟核一般呈颗粒状分布于线粒体基质的特定位置，并经某些蛋白质锚定在线粒体内膜内侧表面上。线粒体拟核能直接或间接地与驱动蛋白进行相互作用，在线粒体分裂中作为mtDNA分离的基本单位。
目前已在多种真菌、植物和哺乳动物的线粒体中发现了拟核，说明该结构可能是真核细胞内mtDNA的普遍存在形式。
线粒体拟核的密度远高于间期的细胞核，甚至高于细胞分裂中期的染色体。这说明mtDNA必须进行压缩折叠才能装配成紧凑的拟核。以酵母菌为例，根据生理状态的不同，单个酵母菌中可含有10-40个线粒体拟核，平均每个拟核中则可含有1-2个mtDNA分子。酿酒酵母线粒体拟核的直径约为400nm，远小于松弛状态下长约25μm（80kb）的mtDNA。酿酒酵母中执行装配拟核功能的是线粒体DNA结合蛋白Abf2（ARS-binding factor 2），该蛋白能将mtDNA进行压缩而不影响mtDNA基因的转录。哺乳动物线粒体拟核的形态和分布与酿酒酵母中的相似：在人的ECV304细胞中，mtDNA组成约475个拟核，不连续地分布于线粒体中, 每个拟核含6-10个mtDNA。

## 历史
线粒体拟核是在20世纪70年代被发现的。1974年研究人员用氨银染色法在多头绒泡菌（Physarum polycephalum）线粒体中观察了这种颗粒结构。随后，在1976年人们成功将其从线粒体中分离出来，并利用SDS-聚丙烯酰胺凝胶电泳证实线粒体拟核中含有蛋白质。1984年，研究人员发现线粒体拟核的形态在细胞的不同生理状态、细胞周期不同时期中组成、形态都不同。进入21世纪后，线粒体拟核的组织结构和遗传模式已被较系统地阐明。

## 组成
线粒体拟核除了含有mtDNA外，还包含多种蛋白质（许多为酶类），这些蛋白质可统称为“线粒体拟核相关蛋白”。现已鉴定的酿酒酵母拟核相关蛋白有23种，哺乳动物线粒体拟核中的蛋白组分也已基本鉴定。

## 分裂与分离
线粒体的拟核与细胞核一样会在DNA复制后发生分裂。而线粒体分裂时则伴随着拟核的分离和重新分布，产生的每个线粒体至少含有一个拟核。
线粒体拟核的分裂与线粒体本身的分裂不一定是同步的, 具有物种差异性。在人类的体细胞中, 线粒体拟核的分裂与线粒体分裂不是同步的（即拟核可以在线粒体未分裂的情况下进行分裂；同样地, 在细胞边缘也观察到线粒体分裂而拟核不分裂的情况）。而在多头绒泡菌中，两者则是同步进行的。线粒体拟核可通过蛋白质复合物锚定至细胞骨架，从而可利用分裂过程中线粒体膜的分离，将拟核分配到两个子线粒体中。

## 作用
线粒体中的mtDNA和蛋白质被装配成线粒体拟核结构，是为了在线粒体内高活性氧的环境中以蛋白质保护DNA，防止DNA损伤和突变。即使发生了损伤，拟核中的多个mtDNA分子集中在某一区域也可以作为彼此的模版进行DNA修复。在线粒体分裂时, 拟核还可能直接参与遗传物质的分离，从而使子代线粒体mtDNA含量保持一致。此外，拟核某些蛋白可将mtDNA与线粒体的代谢途径直接联系起来, 使线粒体能迅速根据代谢情况来调整mtDNA的表达水平。